# Donja Dubrava (żupania medzimurska)
Donja Dubrava – wieś i gmina w Chorwacji, w żupanii medzimurskiej. W 2011 roku liczyła  1920 mieszkańców.